# Język changriwa
Język changriwa – język papuaski używany w prowincji Sepik Wschodni w Papui-Nowej Gwinei. Należy do niewielkiej rodziny języków yuat.
W 2003 roku odnotowano, że posługuje się nim 690 osób. Jest używany we wsi o tej samej nazwie. Doniesienia sugerują, że dawniej obszar tego języka obejmował też miejscowości Wolin, Yanggenra, Maranggumeli i Pundukang.
Materiały dot. tego języka ograniczają się do krótkich i niepewnych danych leksykalnych.